# 韋恩縣 (紐約州)
韋恩縣（英語：Wayne County）是美國紐約州西部的一個縣，北傍安大略湖。成立於1823年，以紀念美國獨立戰爭英雄安東尼·韋恩。面積3,585平方公里，2018年人口90,064。首府莱昂斯。 	